# Оукленд-Ваваніза
Оукленд-Ваваніза (англ. Oakland-Wawanesa) — муніципалітет в Канаді, у провінції Манітоба.

## Населення
За даними перепису 2016 року, муніципалітет нараховував 1690 осіб, показавши зростання на 4,4%, порівняно з 2011-м роком. Середня густина населення становила 2,9 осіб/км².
З офіційних мов обидвома одночасно володіли 80 жителів, тільки англійською — 1 580, а 5 — жодною з них. Усього 200 осіб вважали рідною мовою не одну з офіційних, з них 10 — одну з корінних мов, а 5 — українську.
Працездатне населення становило 77,9% усього населення, рівень безробіття — 3,6% (4,7% серед чоловіків та 3,3% серед жінок). 82,7% осіб були найманими працівниками, а 17,3% — самозайнятими.
Середній дохід на особу становив $46 729 (медіана $42 624), при цьому для чоловіків — $51 983, а для жінок $41 266 (медіани — $48 427 та $33 920 відповідно).
38,7% мешканців мали закінчену шкільну освіту, не мали закінченої шкільної освіти — 15,4%, 46,2% мали післяшкільну освіту, з яких 28,2% мали диплом бакалавра, або вищий.
| Статево-вікова структура населення | Статево-вікова структура населення | Статево-вікова структура населення | Статево-вікова структура населення | Статево-вікова структура населення |
| ---------------------------------- | ---------------------------------- | ---------------------------------- | ---------------------------------- | ---------------------------------- |
|                                    |                                    |                                    |                                    |                                    |
| Всього                             | Всього                             | 50,9%49,1%                         |                                    |                                    |
| 0 — 14 років                       | 0 — 14 років                       |                                    | 21,3%                              | 21,3%                              |
| 15 — 64 років                      | 15 — 64 років                      |                                    | 63,6%                              | 63,6%                              |
| 65 і більше                        | 65 і більше                        |                                    | 15,1%                              | 15,1%                              |
| 85 і більше                        | 85 і більше                        |                                    | 1,8%                               | 1,8%                               |
| 100 і більше                       | 100 і більше                       |                                    | 0,3%                               | 0,3%                               |
| Середній вік (років)               | Середній вік (років)               | 38,940,2                           | 39,5                               | 39,5                               |
| Медіана (років)                    | Медіана (років)                    | 39,540,4                           | 39,9                               | 39,9                               |
| — чоловіки — жінки                 |                                    |                                    |                                    |                                    |

| Походження мешканців:     | Походження мешканців:     | Походження мешканців: | Походження мешканців: | Походження мешканців: |
| ------------------------- | ------------------------- | --------------------- | --------------------- | --------------------- |
| Походження                |                           |                       | осіб                  | %                     |
| Корінні американці        | Корінні американці        |                       | 95                    | 5.96%                 |
| Інше північноамериканське | Інше північноамериканське |                       | 610                   | 38.24%                |
| Європейське               | Європейське               |                       | 1 275                 | 79.94%                |
| британське                | британське                |                       | 960                   | 60.19%                |
| французьке                | французьке                |                       | 180                   | 11.29%                |
| українське                | українське                |                       | 195                   | 12.23%                |
| Латинськоамериканське     | Латинськоамериканське     |                       | 15                    | 0.94%                 |
| Азійське                  | Азійське                  |                       | 15                    | 0.94%                 |

| Зайнятість населення за галузями (за класифікацією NOC): | Зайнятість населення за галузями (за класифікацією NOC): | Зайнятість населення за галузями (за класифікацією NOC): | Зайнятість населення за галузями (за класифікацією NOC): | Зайнятість населення за галузями (за класифікацією NOC): |
| -------------------------------------------------------- | -------------------------------------------------------- | -------------------------------------------------------- | -------------------------------------------------------- | -------------------------------------------------------- |
|                                                          |                                                          |                                                          |                                                          |                                                          |
| Управління                                               | Управління                                               |                                                          | 15,7%                                                    | 15,7%                                                    |
| Бізнес, фінанси та адміністрування                       | Бізнес, фінанси та адміністрування                       |                                                          | 17,8%                                                    | 17,8%                                                    |
| Природничі та прикладні науки                            | Природничі та прикладні науки                            |                                                          | 5,6%                                                     | 5,6%                                                     |
| Охорона здоров'я                                         | Охорона здоров'я                                         |                                                          | 8,6%                                                     | 8,6%                                                     |
| Освіта, правозахист, муніципальні та урядові служби      | Освіта, правозахист, муніципальні та урядові служби      |                                                          | 11,7%                                                    | 11,7%                                                    |
| Мистецтво, культура, відпочинок та спорт                 | Мистецтво, культура, відпочинок та спорт                 |                                                          | 2%                                                       | 2%                                                       |
| Роздрібна торгівля та послуги                            | Роздрібна торгівля та послуги                            |                                                          | 13,7%                                                    | 13,7%                                                    |
| Гуртова торгівля, транспорт та обладнання                | Гуртова торгівля, транспорт та обладнання                |                                                          | 18,3%                                                    | 18,3%                                                    |
| Природні ресурси, сільське господарство                  | Природні ресурси, сільське господарство                  |                                                          | 4,1%                                                     | 4,1%                                                     |
| Виробництво                                              | Виробництво                                              |                                                          | 3,6%                                                     | 3,6%                                                     |

## Клімат
Середня річна температура становить 2,7°C, середня максимальна – 23,9°C, а середня мінімальна – -23,5°C. Середня річна кількість опадів – 502 мм.
| Клімат поселення                              | Клімат поселення | Клімат поселення | Клімат поселення | Клімат поселення | Клімат поселення | Клімат поселення | Клімат поселення | Клімат поселення | Клімат поселення | Клімат поселення | Клімат поселення | Клімат поселення | Клімат поселення |
| Показник                                      | Січ.             | Лют.             | Бер.             | Квіт.            | Трав.            | Черв.            | Лип.             | Серп.            | Вер.             | Жовт.            | Лист.            | Груд.            |                  |
| Середній максимум, °C                         | −10,14           | −6,36            | 0,01             | 9,86             | 18,07            | 23,39            | 23,86            | 23,22            | 17,82            | 10,74            | 0,71             | −8,37            |                  |
| Середня температура, °C                       | −16,82           | −13,03           | −6,68            | 3,17             | 11,38            | 16,71            | 18,75            | 18,11            | 12,74            | 5,65             | −4,4             | −13,46           |                  |
| Середній мінімум, °C                          | −23,5            | −19,7            | −13,36           | −3,52            | 4,70             | 10,02            | 13,67            | 13,02            | 7,64             | 0,55             | −9,48            | −18,56           |                  |
| Норма опадів, мм                              | 20               | 16               | 24               | 24               | 61               | 86               | 76               | 68               | 43               | 37               | 24               | 23               |                  |
| Середньомісячна швидкість вітру, м/с          | 4.20             | 4.20             | 4.30             | 4.50             | 4.70             | 4.10             | 3.50             | 3.70             | 4.10             | 4.40             | 4.28             | 4.20             |                  |
| Середньомісячна сонячна радіація, кДж/м²·день | 4228             | 7588             | 12709            | 17120            | 20118            | 21359            | 21994            | 18801            | 13146            | 7989             | 4339             | 3291             |                  |
| --------------------------------------------- | ---------------- | ---------------- | ---------------- | ---------------- | ---------------- | ---------------- | ---------------- | ---------------- | ---------------- | ---------------- | ---------------- | ---------------- | ---------------- |
| Джерело:                                      |                  |                  |                  |                  |                  |                  |                  |                  |                  |                  |                  |                  |                  |